# 勒纳 (阿列省)
勒纳（法語：Lenax）是法国阿列省的一个市镇，位于该省东部，属于维希区。该市镇的总面积为28.25平方公里，2009年时的人口为253人。

## 人口
勒纳人口变化图示
| 数据来源：INSEE |